# Mindaugas litván nagyfejedelem
Mindaugas (kb. 1203 – 1263 ősze) Litvánia első ismert nagyfejedelme és első – és egyetlen megkoronázott – királya. Származása, ifjúsága, hatalomra jutásának módja ismeretlen; egy 1219-es szerződésben már tekintélyes fejedelemként, 1236-ban pedig már a litvánok uralkodójaként említik. Az 1230-as és 1240-es években délkeleti irányban terjeszkedett. 1250-ben vagy 1251-ben, amikor állama belső problémákkal küszködött, felvette a római katolikus vallást és szövetséget kötött a litvánok régi ellenségével, a Livóniai Lovagrenddel. 1253 nyarán Litvánia királyává koronázták; alattvalói száma elérte a 300–400 ezret.
Uralkodása alatt elkezdte kiépíteni az államszervezetet, de le kellett küzdenie rokonai és a többi fejedelem ellenállását. Államát délkelet felől az Arany Horda tatárjai is támadták. 1261-ben felmondta szövetségét a Livóniai Lovagrenddel és feltehetően visszatért pogány vallásához. 1263-ban unokaöccse, Treniota és Daumantas fejedelem a fiaival együtt meggyilkolta őt bosszúból, mert utóbbi feleségét erővel magához vette.
Az utókor csak a 19. század végén és a 20. században kezdte a litván állam megalapítójaként tisztelni. Jelentős tettei közé sorolják a tatár előrenyomulás megállítását, Litvánia nemzetközi elismertetését és nyugati orientációját. Megkoronázásának napja (július 6.) nemzeti ünnep Litvániában.
Mindaugas volt Litvánia egyetlen királya. Bár Jagelló után a litván nagyfejedelmek többségét lengyel királlyá is koronázták, a két cím különálló maradt.

## Származása és nevének eredete

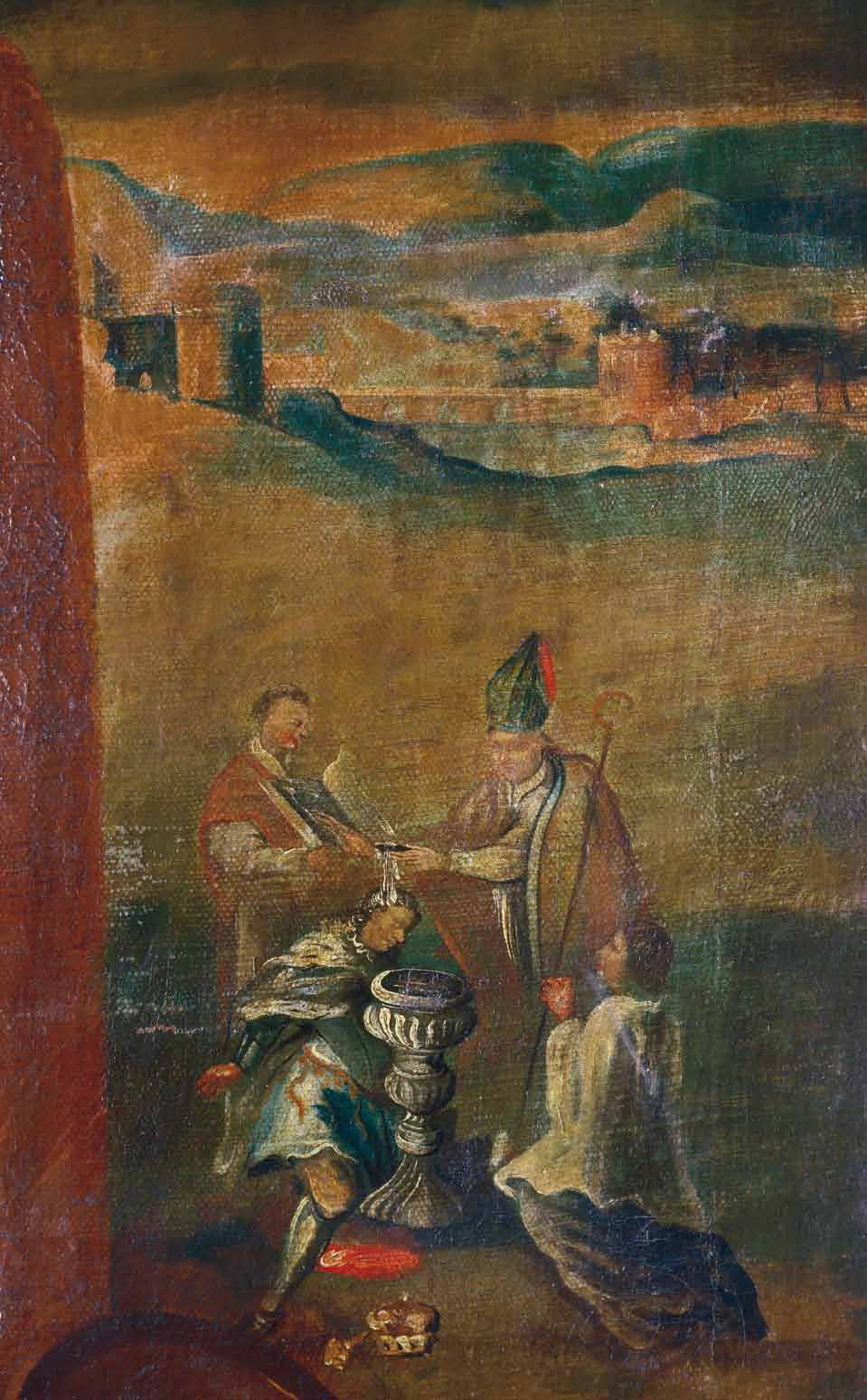
Mindaugas megkeresztelése (17. sz.)

Mindaugas uralkodásáról a legfontosabb korabeli források a német Livóniai verses krónika (Livländische Reimchronik) és az orosz Ipatyjev-krónika. Mindkettőt a litvánok ellenségei írták, így hangnemük elfogult (különösen az orosz krónika) és pontatlanok is, hiányoznak belőlük az események időpontjai és helyszínei. A Livóniai verses krónika például 125 verssort szentel a koronázás leírásának, de nem említi, hogy hol vagy mikor történt. Fontos forrás a király megtéréséről és koronázásáról szóló pápai bulla is. Maguk a litvánok semmilyen korabeli írásos emléket nem hagytak ránk Mindaugasról (kivéve néhány rendeletet, amivel birtokokat adományoznak a Livóniai Lovagrendnek, de ezek eredetisége vitatott). A forráshiány miatt a király személyét vagy uralkodását illetően sok a megválaszolatlan kérdés.
Az egyik ilyen kérdés Mindaugas származása és családfája. A 16–17. században írt Bychowiec-krónika a római eredetű Polemonidákra vezeti vissza a litván fejedelmek családfáját, de állításait megcáfolták. Születésének idejét 1200 körülre teszik, de erős bizonyíték ezt sem támasztja alá. A Livóniai verses krónika azt írja apjáról, hogy egy nagy fejedelem (ein kunic grôß) volt, de nevet nem említ; a későbbi krónikák szerint apját Ryngoldnak hívták. Az 1219-es szerződés szövege megemlíti bátyját, Dausprungast és annak fiait (Mindaugas unokaöccseit), Tautvilast és Gedvydast. Volt két nővérük is, egyik Szamogitia fejedelméhez, Vykintashoz, a másik Danyiil Romanovics halicsi fejedelemhez ment feleségül. Vykintas és fia, Treniota fontos szerepet játszott a későbbi hatalmi harcokban. Mindaugasnak legalább két felesége volt: egy testvérpár, akik közül az egyiket Mortának hívták, a másik [neve nem ismert] Daumantas Nalsani fejedelem felesége, Agna, akit Morta (Marta?) temetésén Mindaugas elragadott. Lehetséges, hogy volt korábbi felesége is, mert Vaišelga nevű fia és lánya (aki Svarnhoz, a későbbi nagyfejedelemhez ment feleségül) már felnőtt volt, amikor Morta gyermekei még kicsik voltak. Két másik fiát, Ruklyst és Rupeikist vele együtt meggyilkolták. Elképzelhető, hogy több gyermeke is született, de a krónikások azokról nem adtak hírt.
Nevének pontos formája is vita tárgya volt. A korabeli források sok, saját nyelvük szerint eltorzított formában írták le a nevét: latinul Mindowe; németül Mindouwe, Myndow, Myndawe, Mindaw; lengyelül Mendog, Mondog, Mendoch, Mindovg; oroszul pedig Mindovg, Mindog vagy Mindovh formák ismertek. Mivel életéről az orosz források tudósítanak legrészletesebben, a nyelvészek ezeket tartják legmegbízhatóbbnak Mindaugas eredeti litván nevének rekonstruálásában. A leggyakoribb orosz forma a Mindovg, amit litvánul Mindaugasnak vagy Mindaugisnak lehet átírni. Kazimieras Būga litván nyelvész 1909-es tanulmányában javasolta az -as toldalék használatát, és álláspontja azóta általánosan elfogadott. A Mindaugas kéttagú név, részei a min és a daug, melyek a "daug menąs" (sok bölcsesség) vagy "daugio minimas" (sok hírnév) kifejezésekre vezethetőek vissza.

## Hatalomra jutása

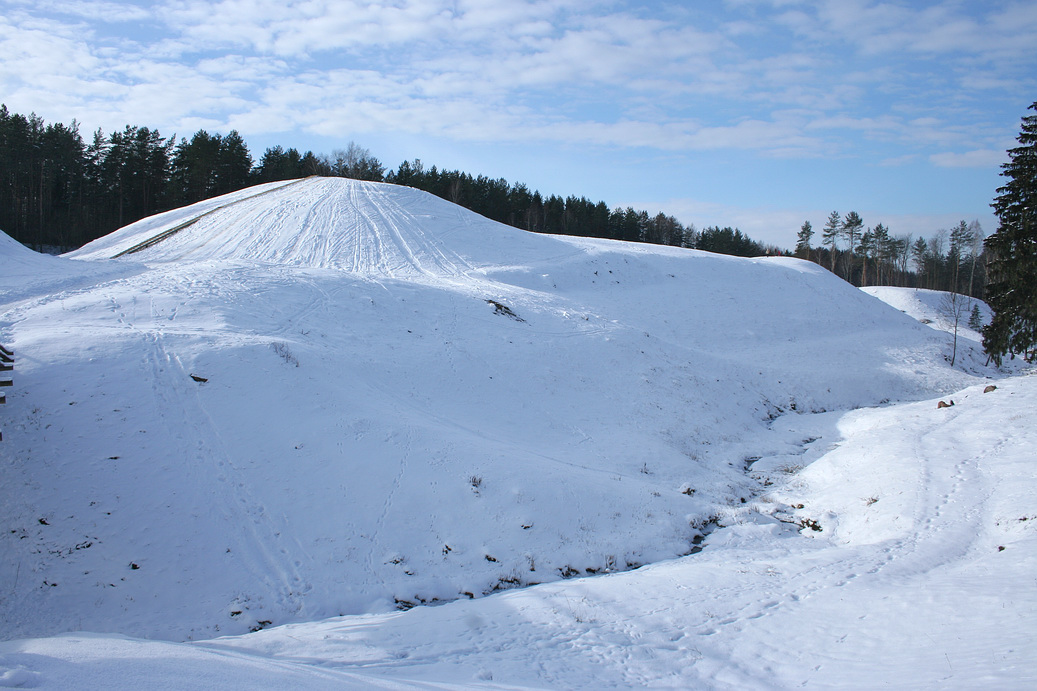
Kora középkori földvár (Šeiminyškėliai), feltételezések szerint itt volt Mindaugas székhelye, Voruta

A 13. század elején a litvánok számos törzsre oszlottak és mindegyiknek megvolt a maga független fejedelme. Egymás közötti kapcsolataikat a közös vallás és szokások, kereskedelem, rokonság, közös hadjáratok jellemezték. A 12. században megjelentek a térségben a nyugat-európai kereskedők és hittérítők, akik 1201-ben a lettek földjén megalapították Riga városát. A kereszteslovagok balti hódításait ideiglenesen megakasztotta 1236-os vereségük a saulei csatában, de a fegyveres lovagrendek továbbra is komoly fenyegetést jelentettek. Miután a mongolok megdöntötték a Kijevi Ruszt, a litvánok földjén is mindennapossá váltak a tatár betörések.
Az első egyértelmű bizonyíték arra, hogy a balti törzsek egyesítették erőiket a külső fenyegetéssel szemben, a Halics-Volhíniai fejedelemséggel kötött 1219-es szerződésük. A szerződést litván részről húsz fejedelem és egy özvegy fejedelemasszony írta alá, közülük öten elsőbbséget élveztek a többi tizenhat előtt. Fiatal kora ellenére Mindaugas, valamint bátyja, Dausprungas is a tekintélyes ötök közé tartozott, vagyis feltehetően örökölték pozíciójukat. Tizenhét évvel később a Livóniai verses krónika már egész Litvánia urának nevezi, de nem egyértelmű, hogyan jutott el odáig. A kijevi krónikák szerint több fejedelmet meggyilkoltatott vagy száműzött, köztük saját rokonait is. A brit történész, Stephen C. Rowell megfogalmazása szerint hatalomra jutása "az ismerős módszerekkel, házasság, gyilkosság és fegyveres hódítás révén történt".
Az 1230-as, 1240-es években Mindaugas megerősítette és kiterjesztette hatalmát a szomszédos balti és szláv területekre. A térséget ekkoriban eluralták a fegyveres konfliktusok; míg a litvánok Kurlandban a németekkel csatáztak, a mongolok 1240-ben elpusztították Kijevet, 1241-ben feldúlták Lengyelországot és felgyújtották Krakkót, (majd csatlakoztak a Magyarországot pusztító Batu kánhoz). A saulei csatában aratott győzelem megállította ugyan a teuton lovagok előrenyomulását, de a balti tengerparton tovább terjeszkedtek és megalapították Memel (Klaipėda) városát. Mivel északon és nyugaton a németek útját állták, Mindaugas kihasználta a kijevi állam összeomlását és délkelet felé terjeszkedett, elfoglalva Navahrudak, Hrodna, Vavkaviszk városokat, valamint a Polocki Fejedelemséget, bár az ezekért a városokért folyó csatákról a krónikák nem adnak hírt. A Gusztinyai krónika szerint 1246-ban Navahrudak templomában ortodox rítus szerint felvette a keresztséget; ennek ellenére később politikai okokból újból megkeresztelkedett, ezúttal katolikusként. 1239-ben fiát, Vaišelgát bízta meg az újonnan meghódított, Fekete Ruténiának nevezett terület kormányzásával. 1248-ban elküldte unokaöccseit, Tautvilast és Edivydast, valamint sógorát, Vykintas szamogitiai fejedelmet Szmolenszk meghódítására, de nem jártak sikerrel. 1249-ben megpróbálta megszerezni unokaöccsei és Vykintas birtokait, mire kitört a belháború.

## Királlyá koronázása

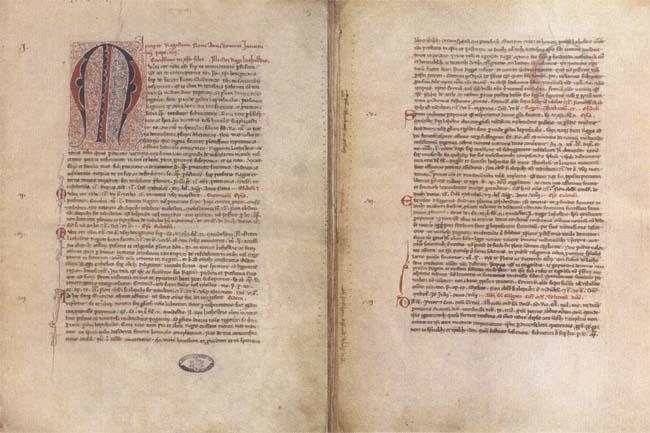
IV. Ince pápa bullája Litvánia püspökének közvetlenül Róma alá rendeléséről, valamint Mindaugas megkeresztelkedéséről és koronázásáról

Tautvilas, Edivydas és Vykintas szövetségét támogatták a nyugat-litvániai szamogétok, a Livóniai Lovagrend, Danyiil halicsi (aki felesége révén volt rokona a lázadóknak) és Vaszilkó volhíniai fejedelem is. A két orosz fejedelem elfoglalta Fekete Ruténiát és elűzte Vaišelgát. Tautvilas a németek szövetségéért cserébe Rigába ment és ottani érsek megkeresztelte. 1250-ben a lovagrend betört Litvániába és végigpusztította Mindaugas támogatóinak földjeit. Mindaugas igen nehéz helyzetbe került, egyszerre támadták északról és délről és gondolnia kellett a megmaradt területein fellángoló lázadás lehetőségére is. Sikerült azonban kihasználnia a lovagrend és a rigai érsek közötti konfliktust és gazdag ajándékaival megbékítette Andreas von Stierland nagymestert, aki még mindig neheztelt Vykintasra a saulei vereség miatt.
1250-ben vagy 1251-ben Mindaugas beleegyezett abba, hogy felad bizonyos nyugat-litvániai területeket és megkeresztelkedik, ha cserébe a pápa elismeri királynak. IV. Ince örömmel fogadta a mongolok határvidékén létrejövő új keresztény királyságot; cserébe Mindaugas a segítségét kérte a lovagrenddel és a rigai érsekkel szembeni konfliktusában. 1251. július 17-én a pápa kiadott két bullát: az egyikben utasította Kulm püspökét, hogy koronázza Mindaugast Litvánia királyává, nevezzen ki egy litván püspököt és építtessen egy katedrálist, a másikban pedig kinyilvánította, hogy a litván püspök nem a rigai érsek, hanem közvetlenül a Szentszék alá lesz rendelve. Mindaugas megkeresztelkedésének pontos időpontja nem ismert. Vele együtt kereszténnyé lett felesége, két fia és udvartartása is; Ince pápa később úgy írt hogy a király alattvalóinak sokasága is megkeresztelkedett.
A koronázás előkészületei és az egyházi hivatalok létrehozása két évet vettek igénybe. A belháború közben folytatódott; 1251 nyarán Tautvilas és megmaradt szövetségesei megtámadták Vorutát, melyet Mindaugas emberein kívül a lovagrend számszeríjászai is védtek. A támadás meghiúsult, a lázadók pedig visszavonultak Tviremet várába (talán Tverai). 1251-ben vagy 1252-ben meghalt Vykintas, Tautvilas pedig a halicsi fejedelemmel egyesítette erőit.

## A Litván Királyság
| Mindaugas birtokadományai a Livóniai Lovagrendnek | Mindaugas birtokadományai a Livóniai Lovagrendnek                                                                                            |
| Időpont                                           | Birtok |
| ------------------------------------------------- | --- |
| 1253. július                                      | Szamogitia egy része (Raseiniai, Betygala, Ariogala és Laukuva fele, a másik felük a püspöké lett 1254 márciusában), Dainava fele és Nadruva |
| 1255. október                                     | Szelónia |
| 1257                                              | Karšuva, Nadruva, Szamogitia egy része |
| 1259. augusztus 7.                                | Dainava része, egész Skalva és Szamogitia |
| 1260. június                                      | egész Litvánia (ha Mindaugas örökös nélkül hal meg)                                                                                          |
| 1261. augusztus 7.                                | egész Szelónia |

Mindaugast és feleségét, Mortát 1253 nyarán koronázták meg. Heinrich Heidenreich kulmi püspök felügyelte a ceremóniát, a koronát pedig Andreas Stirland adta át. Július 6. ma az államiság napja (Valstybės diena) Litvániában. Az Edvardas Gudavičius litván történész által támogatott fenti dátum ellenére, a koronázás pontos időpontja és helye ismeretlen.
A következő nyolc évben az országban viszonylagos nyugalom honolt. A király arra használta ki a békét, hogy megszervezze állama intézményrendszerét és folytassa keleti terjeszkedését. Megerősítette hatalmát Fekete Ruténiában, Pinszkben és a Daugava-folyónál fekvő fontos kereskedelmi központban, Polockban. Békét kötött Haliccsal és lányát férjhez adta Danyiil fejedelem fiához, Svarnhoz (aki később maga is litván nagyfejedelem lesz egy időre). Megerősítette kapcsolatait a nyugati keresztény országokkal és a Szentszékkel. 1255-ben IV. Sándor pápa engedélyezte számára hogy fiát is litván királlyá koronázza. Elkezdték megszervezni a királyi udvart, a közigazgatás rendszerét és a követségeket, valamint bevezették az ezüstpénzt. Mindaugas támogatta egy vilniusi katedrális építését is, a melyet feltehetően a mai székesegyház helyén emeltek.

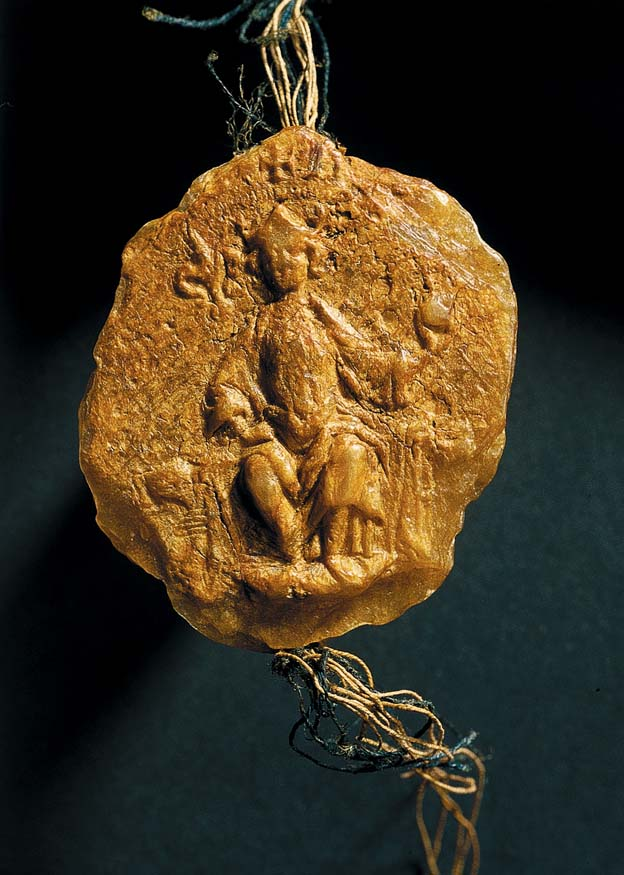
Mindaugas pecsétje 1255-ös birtokadományozó oklevelén (feltehetően a Teuton Lovagrend későbbi hamisítványa)

Közvetlenül koronázása után Mindaugas nyugat-litvániai birtokokat (Szamogitia egy részét, Nadruvát és Dainavát) adományozott a Livóniai Lovagrendnek, bár itteni fennhatósága még mindig bizonytalan volt. Lehetséges, hogy 1255 után további adományokat is juttatott a német lovagoknak, de a történészek egy része az erre vonatkozó okleveleket hamisítványnak tekinti; a király olyan területeket is átadott, amelyeknek nem volt birtokában, a tanúk felsorolása és a pecsétek sem szabályosak.
Mindaugas és Danyiil fejedelem 1255-ben kiegyeztek, Fekete Ruténiát Danyiil fia, Roman kapta meg. Mindaugas fia, Vaišelga ortodox rítus szerint megkeresztelkedett, szerzetesnek állt és kolostort alapított. Tautvilas azzal engesztelte ki, hogy rábízta Polock kormányzását. 1258-ban vagy 1259-ben Berke, az Arany Horda kánja Burundáj vezetésével hadat küldött a litvánok ellen és megparancsolta a halicsi fejedelemnek, hogy csatlakozzon hozzájuk. A novgorodi első krónika szerint a litvánok vereséget szenvedtek, bár olyan nézet is van, hogy a támadás összességben erősítette Mindaugas helyzetét.
Az Ipatyevi krónika egy mondata szerint Mindaugas Vorutában védte meg magát rokonai támadása ellen, két másik forrás is említi "a várát". Voruta helye máig ismeretlen, pedig jelentős történészi és régészeti erőfeszítések történtek udvara helyszínének megtalálására. Legalább tizennégy különböző helyszínt feltételeztek eddig, köztük Kernavėt és Vilniust.

## Meggyilkolása

A Litván Nagyfejedelemség terjeszkedése a 13-15. században

A lovagrend arra használta a litván királlyal kötött szövetségét, hogy kiterjessze hatalmát Szamogitiára. Mindaugas 1252-ben beleegyezését adta a memeli vár felépítéséhez. A teuton lovagok új rendszerét azonban a lakosok nehezen viselték. Kereskedőik csak a lovagrend által kinevezett közvetítőkön keresztül gyakorolhatták mesterségüket, megváltoztak az örökösödési törvények, korlátozták költözési és házasodási jogaikat. A baltiak 1259-ben fellázadtak és a skuodasi, majd 1260-ban a durbei csatában súlyos vereséget mértek a lovagokra. Kitört a livóniaiak, majd közvetlenül ezután a poroszok felkelése, amely 14 évig tartott. Látva a lovagrend gyengeségét, és unokaöccse, Treniota biztatására, Mindaugas felmondta a szövetséget a németekkel. Áttéréséből nem származott annyi előnye, mint tervezte.
Elképzelhető, hogy Mindaugas ezután visszatért pogány isteneihez. Megtérését a mai történészek eleve tisztán taktikai jellegűnek tartják. Hitehagyásának lehetősége két, majdnem korabeli forráson alapul: XXII. János pápa 1324-ben úgy írt, hogy Mindaugas visszatért eltévelyedéséhez, a Halics-volhíniai krónika szerint pedig folytatta pogányságait, áldozott az isteneknek, elégette a halottakat és nyilvánosan végzett pogány szertartásokat. Utóbbi állítások hitelességét megkérdőjelezi, hogy Volhínia ekkoriban háborúban állt a litvánokkal. IV. Kelemen pápa viszont a jóemlékezetű Mindaugasról (clare memorie Mindota) ír 1268-ban, kifejezve sajnálkozását meggyilkolása miatt.
A litvánok mindenesetre nem kívánták felvenni a kereszténységet és uralkodójuk megtérése a későbbiekben nem gyakorolt nagy hatást rájuk. A nemesség és a köznép többsége a régi istenek híve maradt, a király nem követelte meg tőlük a keresztelkedést. A vilniusi katedrális helyére is pogány templom került és a király megtéréséből adódó diplomáciai előnyök elvesztek. A keresztényeket és a vegyes házasságokat azonban megtűrték.
Az uralkodó belső ellenfelei újból mozgolódni kezdtek. Tautvilas és a fia Konstantin felvette a kapcsolatot Alekszandr Nyevszkijjel egy Mindaugas-ellenes szövetség létrehozásáról, ami végül is sikertelennek bizonyult. Eközben Treniota a lovagrendellenes szamogitiai felkelés egyik vezéralakjává vált, harcosaival megtámadta Cēsist, eljutott az észt partvidékre és még Mazóviában is harcolt a németek ellen. Terve az volt, hogy fellázítja valamennyi balti népet, hogy litván vezetéssel elűzzék a keresztény elnyomóikat. Befolyása egyre nőtt, miközben Mindaugas keleti hódításaival volt elfoglalva, és sereget küldött Brjanszk alá. A Livóniai verses krónika szerint Mindaugas szemére vetette Treniotának, hogy nem keres szövetségeseket a lett és észt népek között. Ekkor történt, hogy Mindaugas felesége, Morta meghalt, a király pedig annak nővérét elszakította férjétől, Daumantas nalšiai fejedelemtől, hogy maga vegye őt feleségül. Daumantas és Treniota ezután 1263 őszén bosszúból meggyilkolták Mindaugast és két fiát. A hagyomány szerint a királyt Aglonában ölték meg. Az ősi szokás szerint lovával együtt temették el. Mindaugas halála után Litvánia káoszba süllyedt, a következő hét év nagyfejedelmei – Treniota, veje Svarn és Mindaugas fia, Vaišelga – erőszakos halált haltak. Az ország csak 1270 után, Traidenis trónra lépésével stabilizálódott.

## Emlékezete

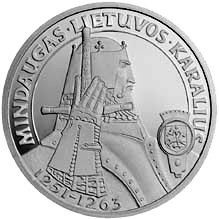
Mindaugas emlékére vert mai pénzérme

A 19. századi nemzeti ébredés koráig Mindaugas kétes hírnévvel bírt a litván történetírásban. A pogány hagyomány őrzői szemére hányták hitehagyását, a keresztények pedig nem tartották őszintének megtérését. Gediminas nagyfejedelem éppen csak utal rá, Vytautas pedig egyáltalán nem említi. Utódakat nem hagyott hátra és nem voltak rokoni kapcsolatai a Litvániát egészen 1572-ig uraló Gediminas-dinasztiával sem. A vilniusi egyetem egy 17. századi rektora őt tette felelőssé a Lengyel–Litván Unió bajaiért ("elvetették a litvánok közt a belső viszály magvait"). Egy 20. századi történész "a litván állam szerkezetének szétdúlásával" vádolta meg. Az életét feldolgozó első monográfiát (Die Litauer unter dem König Mindowe bis zum Jahre 1263) csak 1909-ben jelentette meg Jonas Totoraitis. Az 1990-es években tette közzé Edvardas Gudavičius kutatásainak eredményét a koronázás pontos dátumáról, melyet aztán nemzeti ünneppé nyilvánítottak. 2003-ban koronázásának 750. évfordulóját a vilniusi Mindaugas-híd felavatásával, fesztiválokkal és koncertekkel ünnepelték.
Mindaugas a főszereplője Juliusz Słowacki 1829-es drámájának, a Mindowe-nek. A 20. századi irodalmi művek közül szerepel a lett Mārtiņš Zīverts Vara c. tragédiájában (1944), Justinas Marcinkevičius Mindaugas c. drámakölteményében (1968), Romualdas Granauskas Bikaáldozat (Jaučio aukojimas, 1975) és Juozas Kralikauskas Mindaugas c. műveiben (1995).

## Fordítás
- Ez a szócikk részben vagy egészben  a   Mindaugas című angol Wikipédia-szócikk ezen változatának fordításán alapul.  Az eredeti cikk szerkesztőit annak laptörténete sorolja fel. Ez a jelzés csupán a megfogalmazás eredetét és a szerzői jogokat jelzi, nem szolgál a cikkben szereplő információk forrásmegjelöléseként.